# Greta Nilsson
Greta Charlotta Nilsson, född Nyström 30 mars 1921, död  21 september 2016 i Älvsby distrikt, var en svensk entreprenör inom kafé- och restaurangnäringen i Älvsbyn, Norrbotten. Greta Nilsson var en av grundarna av bageriföretaget Polarbröd AB och skapare av smörgåsen Renklämman.
Greta Nilsson drev, med start 1950, under drygt tre decennier ett antal serveringar och kaféer i Älvsbyn och grundade 1972, tillsammans med sin make bagaren Gösta Nilsson samt dottern Elisabet, bageriföretaget som utvecklades till Polarbröd AB. Greta Nilsson är kanske mest känd för att ha skapat vad som beskrivits som världens första frysta smörgås, Polar Sandwich, sedermera känd som Renklämma. Renklämman, på 2000-talet marknadsförd som Polarklämma renkött, består av en mjuk, rund rågkaka, hopvikt med påläggen rökt renkött och smör, och har producerats av Polarbröd sedan tidigt 1970-tal.
Som hyllning på Greta Nilssons 93-årsdag, 30 mars 2014, instiftade hennes familj Stiftelsen Greta med syftet att främja kulturella uttryck för människors välbefinnande. Stiftelsen stöttar främst kulturella projekt och evenemang i norra Sverige.
Greta Nilsson är begravd på Nya Kyrkogården i Älvsbyn, Norrbotten.